# 5331 Erimomisaki
5331 Erimomisaki eller 1990 BT1 är en asteroid i huvudbältet som upptäcktes den 27 januari 1990 av de båda japanska astronomerna Kazuro Watanabe och Kin Endate vid Kitami-observatoriet. Den är uppkallad efter Cape Erimo i japan.
Asteroiden har en diameter på ungefär 9 kilometer.